# Ceratrichia
Ceratrichia là một chi bướm ngày thuộc họ Bướm nâu.